# Töppel
Töppel ist ein Ortsteil der Ortschaft Moritz der Stadt Zerbst/Anhalt im Landkreis Anhalt-Bitterfeld in Sachsen-Anhalt, (Deutschland).
Die Namensherkunft des Ortsnamens ist nicht eindeutig geklärt.

Falls Töppel slawischen Ursprungs ist, könnte sich der Name vom slawischen Wort topol = Silberpappel und weiterführend zum Wort Topolina = Silberpappelhain ableiten.

Töppel könnte aber auch ein Wohnstättenname sein, der sich auf eine Vertiefung im Gelände bezieht, wobei Topf (Topp) hier bildlich für die Geländeform steht. Das mittelhochdeutsche Wort Tobel (-> Schlucht, Waldtal) steht ebenfalls für einen Wohnstättenname. Allerdings ist eine solche Geländevertiefung heutzutage nicht mehr zu sehen.
Laut Duden bedeutet Töppel = kleines Federbüschel auf dem Kopf bestimmter Vögel.

## Geografie
Das Dorf Töppel nordwestlich von Zerbst liegt zwischen dem Südwestrand des Fläming und dem Tal der mittleren Elbe auf dem nördlichen Sander des Urstromtals der Elbe. Naturräumlich gehört der Ort zum Zerbster Land, einer flachen, ackergeprägten offenen Kulturlandschaft mit Baum- und Strauchhecken und 536 km² großen Haupteinheit der übergeordneten Haupteinheitengruppe des Fläming im norddeutschen Tiefland. Das Zerbster Land bildet die Südwestabdachung des Flämings zur Elbe und gehört zum Einzugsgebiet dieses Flusses.
Die Flur Töppel ist ca. zwei Quadratkilometer groß und hat einen Umfang von rund 6 Kilometern. Die Flurgrenzen bilden nördlich der Mittelfeldgraben zur Flur Moritz, östlich die Bundesstraße B184 und der ehemalige Grenzweg zwischen dem Königreich Preußen und dem Herzogtum Anhalt zur Flur Zerbst/Anhalt, südlich der Kohlhofgraben zur Flur Trebnitz und westlich der Bach Landwehr, auch Beeke genannt, zur Flur Güterglück. Mittelfeldgraben und Kohlhofgraben führen ihre Vorflut in die Landwehr, die in südlicher Richtung bei Niederlepte in die Nuthe mündet, die wiederum ihr Wasser gegenüber dem Barbyer Ortsteil Monplaisier in die Elbe leitet.
Klimatisch liegt Töppel in der gemäßigten Zone im Wechsel der Jahreszeiten. Die durchschnittliche Jahrestemperatur beträgt 9,5 °C, die Jahresniederschlagsmenge rund 500 Liter pro Quadratmeter.

## Geschichte
Die zur Zeit amtlich bekannte Ersterwähnung des Ortes Töppel stammt vom 13. September 1306 aus einem Schenkungsbrief des Grafen Albert von Barby über das Dorf Zachmünde und dazu gehörige 14 Hufen an das Stift Quedlinburg gegen Überlassung des Dorfes Teppele an das Zisterzienserinnenkloster Plötzke nebst dem Lehensbekenntnis über das Dorf Zachmünde nebst dem Dorf Truhle und Hufen zu Potlene vom Stift Quedlinburg.
Am 20. Juli 1950 wurde die bis dahin eigenständige Gemeinde Töppel nach Moritz eingemeindet.

## Politik
- 1306 Kloster Plötzky
- 1570 Amt Gommern
- 1635 Kursachsen
- 1688 Kurbrandenburg
- 1700 Preußen
- 1808 Westfalen
- 1816 Preußen
- 1946 Sachsen-Anhalt
- 1950 Bezirk Magdeburg, Kreis Zerbst, Gemeinde Moritz
- 1990 Sachsen-Anhalt, Landkreis Zerbst, Gemeinde Moritz
- 1994 Sachsen-Anhalt, Landkreis Anhalt-Zerbst, Gemeinde Moritz
- 2007 Sachsen-Anhalt, Landkreis Anhalt-Bitterfeld, Gemeinde Moritz
- 2010 Sachsen-Anhalt, Landkreis Anhalt-Bitterfeld, Stadt Zerbst/Anhalt

### Schulzen und Bürgermeister
- 1554–1570 Paul Belzig
- 1570–1610 Paul Belz(ig) (Sohn vom Vorgänger = Erbschulze)
- 1610–1660 Hans Sauermilch
- 1661–1670 Hans Zehle
- 1671–1682 Andreas Schupuz (Schuboth)
- 1682–1708 Christoph Riesler
- 1708–1742 Wilcke Schröter
- 1742–1789 Andreas Schröter, Sohn und Erbschulze
- 1789–1807 Johann Martin Schröter, Sohn und Erbschulze
- 1807–1812 Johann Thomas Schröter, Sohn und Erbschulze
- 1813–1840 Johann Gottfried Niemeck
- 1841–1866 Johann Erdmann Ludwig Schmidt
- 1866–1875 Christian Andreas Schmidt, Sohn und Erbschulze
- 1875–1879 Johann Andreas Gänsicke
- 1879–1894 Andreas Gottfried Herrmann
- 1894–1914 Friedrich Andreas Grupenhagen
- 1914–1919 Otto Huth
- 1919–1924 Otto Andreas Gottfried Wenzel
- 1924–1945 Otto Spuhn
- 1945–1946 Otto Johann Gottfried Wenzel
- 1946–1951 Emil Michelmann, der ab 1. Juli 1950 auch Bürgermeister der Gemeinde Moritz für die 3 Ortsteile Moritz, Schora und Töppel wurde
- 1952–1958 Leo Paulsen aus Töppel für Moritz, Schora und Töppel
- 1958–1961 Hermann Eichler aus Schora für Moritz, Schora und Töppel
- 1961–1985 Werner Allenstein aus Töppel für Moritz, Schora und Töppel
- 1985–2008 Kurt Emersleben aus Moritz für Moritz, Schora und Töppel
- 2008–heute Thomas Wenzel aus Töppel für Moritz, Schora und Töppel

## Einwohner
Nachfolgend wird die Entwicklung des Dorfes anhand der Einwohnerzahlen und der bewohnten Häuser dargestellt. Dabei wird nicht nach Grundstücksgröße unterschieden. Allerdings wurde bis zur Einführung der Standesämter in Preußen jeweils nur das Familienoberhaupt gezählt, Frauen, Kinder, Knechte, Mägde blieben nicht erfasst. Erst ab 1835 sind tatsächlich alle Einwohner des Ortes in die Statistik aufgenommen worden.
- 1554   11 Einwohner in 11 Häusern
- 1575    9 Hüfner, 2 Kossaten
- 1591   11 Einwohner in 11 Häusern
- 1636    7 Einwohner in Zerbst
- 1664    9 Einwohner in 9 Häusern
- 1724    8 Einwohner in 8 Häusern
- 1835   82 Einwohner in 13 Häusern
- 1848   77 Einwohner in 15 Häusern
- 1901   92 Einwohner in 18 Häusern
- 1912 141 Einwohner in 20 Häusern
- 1926 132 Einwohner in 20 Häusern
- 1935 118 Einwohner in 21 Häusern
- 1944 110 Einwohner in 21 Häusern
- 1960   94 Einwohner in 21 Häusern
- 1994   85 Einwohner in 22 Häusern
- 1998   84 Einwohner in 23 Häusern
- 2010   59 Einwohner in 23 Häusern
- 2020   57 Einwohner in 23 Häusern

## Verkehrsanbindung
Einen Kilometer östlich an Töppel vorbei führt die Bundesstraße 184 (Magdeburg–Dessau). Durch die Kreisstraße K1782 hat der Ort Anschluss an die Bundesstraße. Asphaltierte Gemeindestraßen führen ins nördlich ins einen Kilometer entfernte Moritz und 2,5 Kilometer westlich nach Güterglück. Von hier zweigt die Landesstraße L51 über Walternienburg zur Elbfähre (Gierseilfähre) nach Barby ab. Ein mit Betonplatten befestigter Feldweg führt auf direktem geraden Weg über zwei Kilometer bis an den Stadtrand nach Zerbst/Anhalt. Der unbefestigte Feldweg südlich nach Trebnitz endet nach gut einem Kilometer an der unpassierbaren Bahnlinie. Hier gab es  bis in die 1990er Jahre noch einen beschrankten Bahnübergang.
Der 3,5 Kilometer entfernte Bahnhof Güterglück im Nachbarort ist eine als Turmbahnhof gebaute Station an der Bahnstrecke Magdeburg–Dessau.